# Marcel Rømer
Marcel Ibsen Rømer (8 agosto 1991) è un calciatore danese, centrocampista del KA Akureyri.

## Biografia
È il fratello di André Rømer, anch'egli calciatore.

## Carriera

### Club
Ha giocato nella prima divisione dei campionati danese ed islandese.

### Nazionale
Ha giocato nelle nazionali giovanili danesi Under-19 ed Under-20.

## Palmarès

### Competizioni nazionali
- 1. Division: 1

Viborg: 2014-2015